# آرتیوم میکویان
آرتیوم هووهانسی میکویان (به ارمنی: Արտյոմ Հովհաննեսի Միկոյան) (زاده ۵ اوت ۱۹۰۵ – درگذشته ۹ دسامبر ۱۹۷۰) مهندس و استاد دانشگاه ارمنی و یکی از طراحان نامدار هواپیما در شوروی بود. وی در سال ۱۹۳۹ به همراه میخائیل گورویچ دفتر طراحی هواپیما شمارهٔ ۱۵۵ موسوم به میکویان و گورویچ را بنیان نهاد.

## زندگی
آرتیوم میکویان در روز ۵ اوت ۱۹۰۵ در شهر آلاوردی در ارمنستان شوروی زاده شد. پس از پایان تحصیلات دبیرستانی در ارمنستان، به کار در کارخانه‌های صنعتی در شهرهای رستوف بر دان و سپس مسکو پرداخت. پس از آن برای تحصیلات دانشگاهی به دانشکده هوانوردی مسکو رفت و در سال ۱۹۳۷ با درجه ممتاز از دانشکده فارغ‌التحصیل شد.
آرتیوم در طول تحصیلات دانشگاهی به همراه دانشجویان هم‌گروه خود، نخستین هواپیمای دانشجویی دانشکده را به نام «اُکتُبریست» ساختند که مورد توجه باشگاه هوانوردی محلی قرار گرفت.
میکویان در روز ۹ دسامبر ۱۹۷۰ در سن ۶۵ سالگی در شهر مسکو درگذشت و در گورستان نووودویچی به خاک سپرده شد

## جوایز
- جایزه استالین (۱۹۴۱، ۱۹۴۷، ۱۹۴۸، ۱۹۴۹، ۱۹۵۲ و ۱۹۵۳)
- جایزه لنین (۱۹۶۲)